# Abdulhamid Darabie
Abdulhamid Darabie es un deportista catarí que compitió en taekwondo. Ganó una medalla de bronce en el Campeonato Asiático de Taekwondo de 2006 en la categoría de –84 kg.

## Palmarés internacional
| Campeonato Asiático | Campeonato Asiático | Campeonato Asiático | Campeonato Asiático |
| Año                 | Lugar               | Medalla             | Categoría           |
| ------------------- | ------------------- | ------------------- | ------------------- |
| 2006                | Bangkok (Tailandia) | Medalla de bronce   | –84 kg              |